# Bathydraco marri
Bathydraco marri är en fiskart som beskrevs av Norman, 1938. Bathydraco marri ingår i släktet Bathydraco och familjen Bathydraconidae. Inga underarter finns listade.

## Bildgalleri

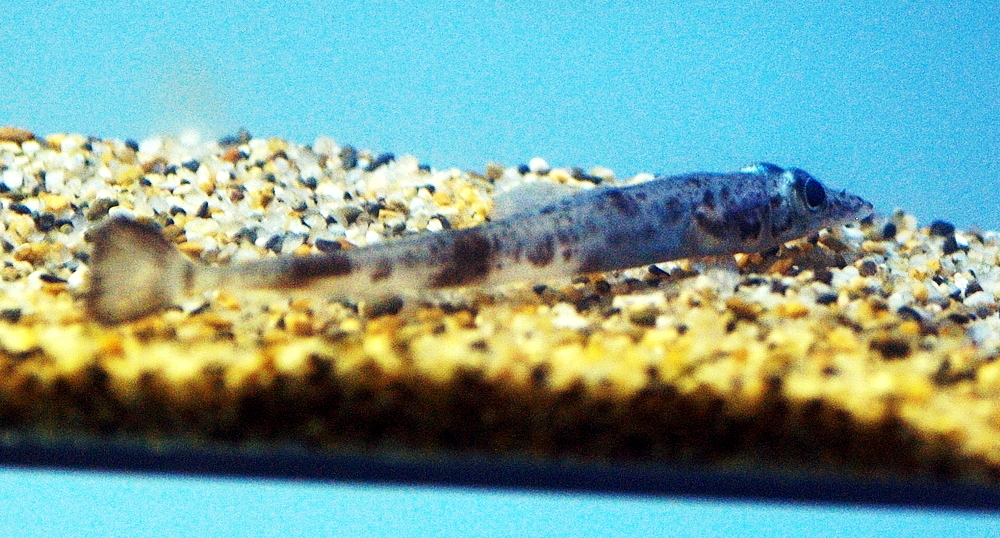